# Conseil international des organisations de festivals de folklore et d'arts traditionnels
 (janvier 2023).

Logo du CIOFF

Le Conseil international des organisations de festivals de folklore et d'arts traditionnels (CIOFF), fondé par Henri Coursaget en 1970 à Confolens, est une ONG partenaire officiel de  l'UNESCO  ayant le statut privilégié d'association  et accrédité auprès du comité intergouvernemental  du Patrimoine culturel immatériel à l'UNESCO le CIOFF œuvre à travers les festivals internationaux de folklore du monde entier pour la sauvegarde et la diffusion de la culture traditionnelle et populaire.

## Activités

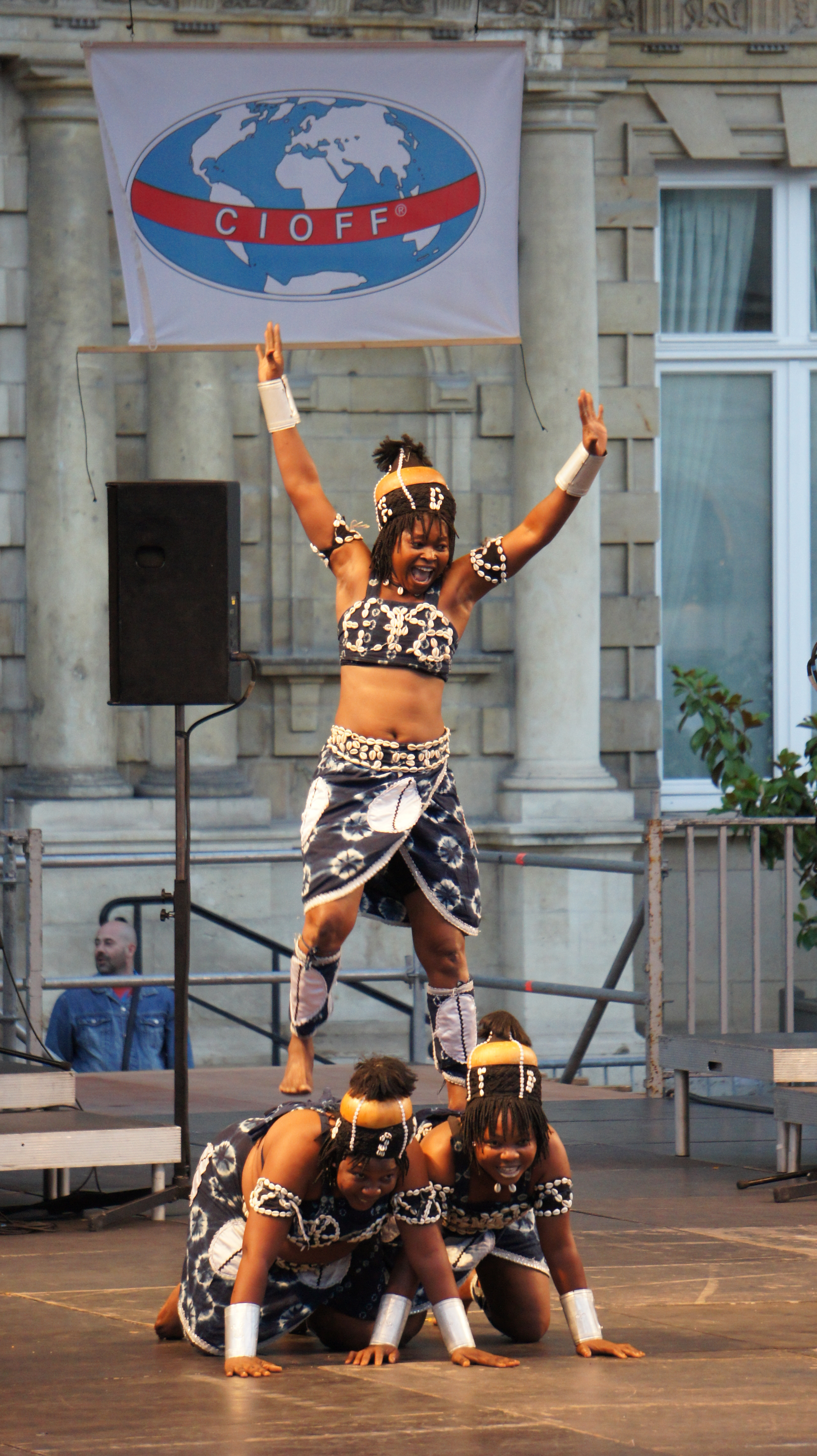
Manifestation CIOFF à Reims.

### CIOFF International
L'objectif du CIOFF International est de promouvoir le patrimoine immatériel à travers les formes d’expression telles que la danse, la musique, les jeux, les rites, les coutumes et d’autres arts. Ses actions s'inscrivent dans la démarche de préservation du patrimoine de l'UNESCO. Elle apporte un rôle de soutien auprès de ses membres et œuvre pour une culture de la paix et de la non-violence.
Le CIOFF est actif dans plus de 110 pays sur les 5 continents. Il développe un réseau de festivals et d'ensemble de folklore et d'art traditionnel et rassemble aujourd'hui quelque 320 festivals à travers le monde. 50 000 artistes amateurs bénéficient de l'appui et du réseau du CIOFF chaque année. Dans plusieurs pays, des commissions "Jeunes" ont été créées afin d'assurer également une transmission culturelle dans cette tranche d'âge.
Le CIOFF organise des conférences, des colloques et des expositions, et coordonne les dialogues entre les divers organismes nationaux, internationaux et autres organisations non-gouvernementales. Le conseil publie le calendrier CIOFF des festivals, contenant informations et rapports d'activité. Entre 20  et   25 000 bénévoles s'impliquent auprès du CIOFF chaque année
Tous les 4 ans, le CIOFF organise les Folkloridas Mondiales du CIOFF, un rassemblement artistique de tous les pays adhérents.
En janvier 2017, le président du CIOFF Philippe Beaussant devient président du comité de liaison avec les ONG à l'UNESCO, ce qui confère un rôle central au CIOFF dans le programme culturel de l'UNESCO.

## Manifestations
Exemples de CO-organisations de festivals par le CIOFF :
- Festival International des Traditions Croisées (Guadeloupe - 2016)
- Michoacán el Festival (Mexique - 2015, 2016)[3]